# Haus Alexander Koch

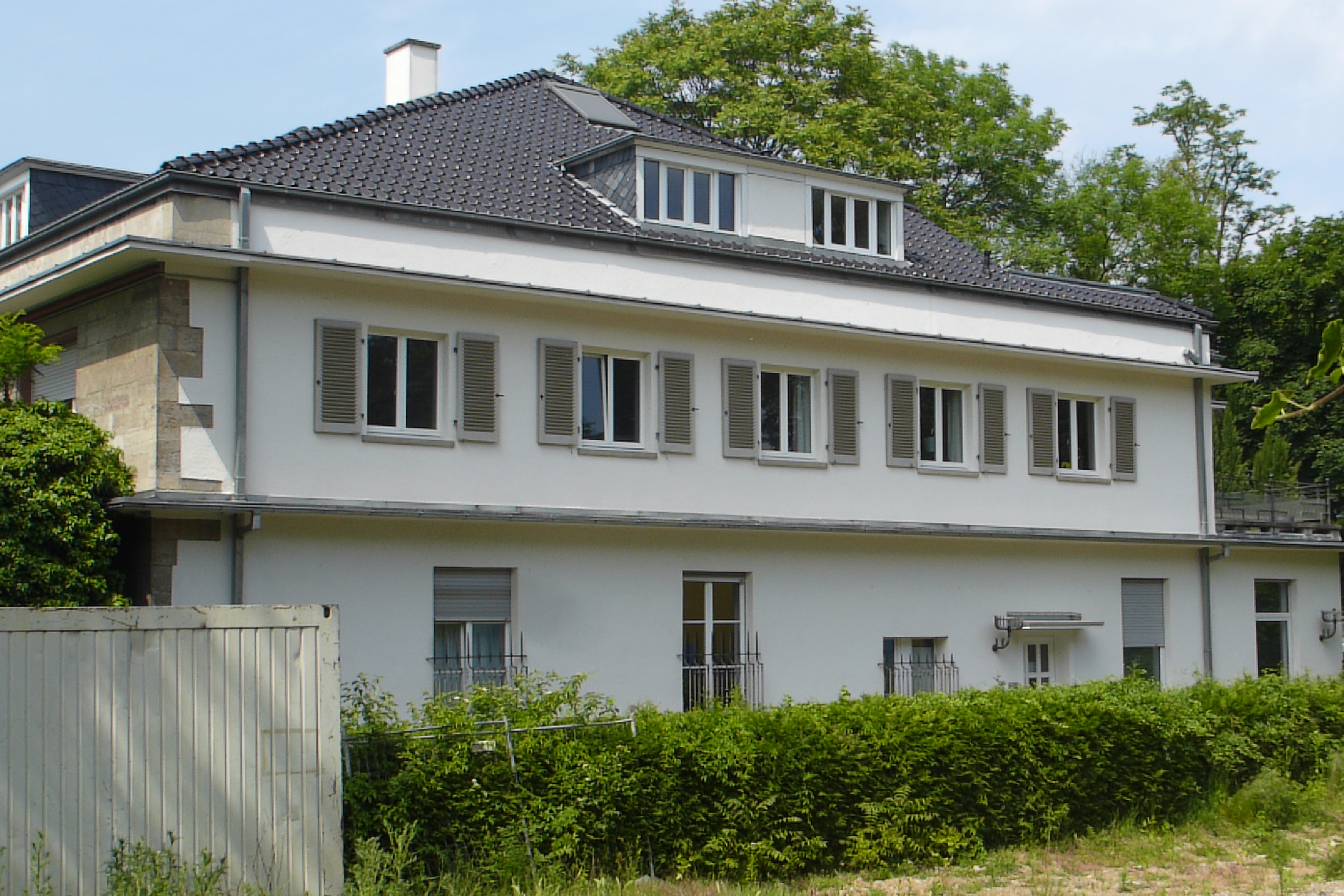
Seitenansicht vom Haus Alexander Koch, 2018, Garageneinfahrt

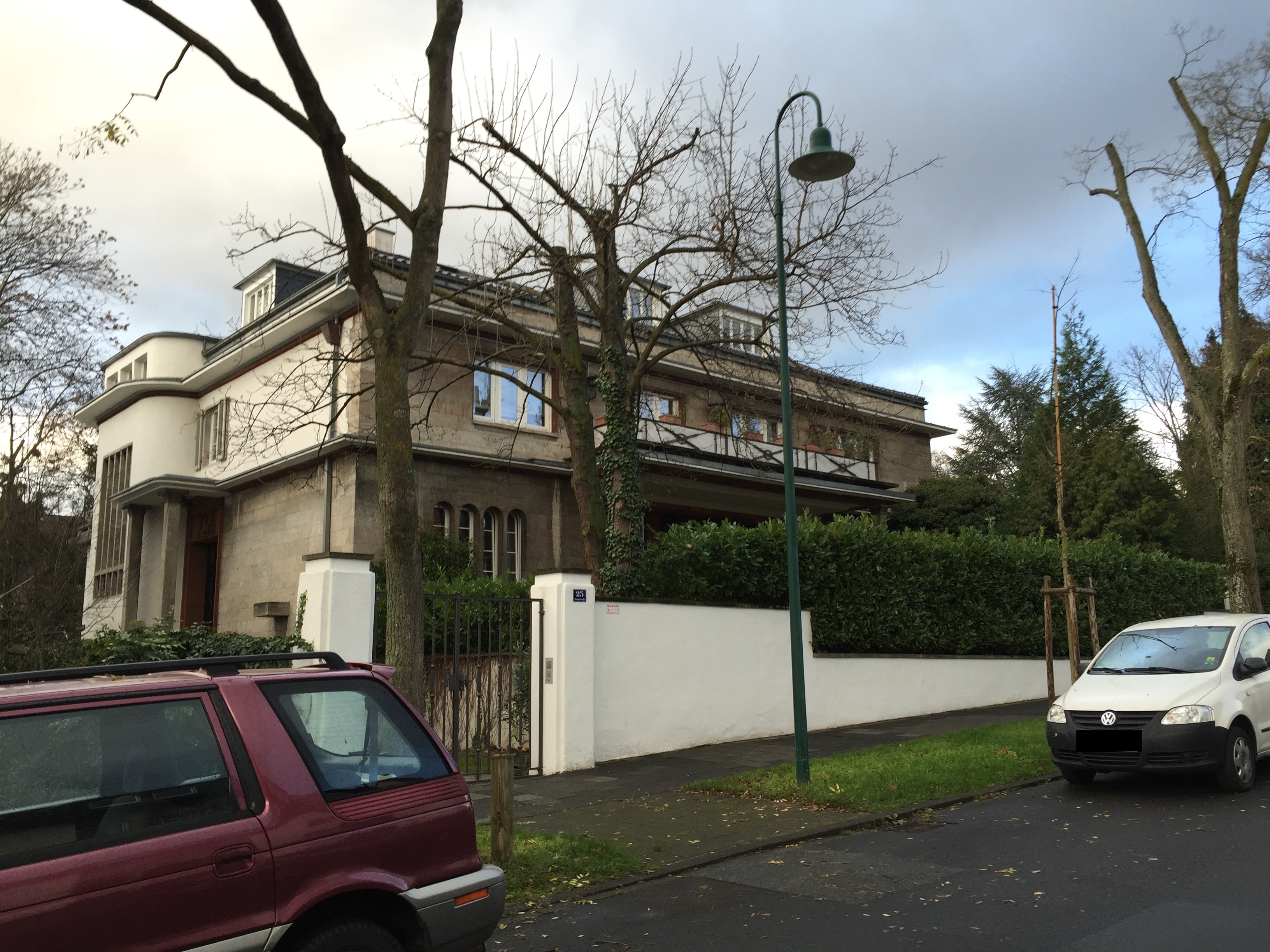
Haus Alexander Koch, 2015, Straßenseite

Das Haus Alexander Koch in der Annastraße 25 ist eine Villa in Darmstadt.

## Geschichte und Beschreibung
Das Haus Alexander Koch wurde im Jahr 1925 nach Plänen des Architekten Fritz August Breuhaus erbaut. Bauherr der langgestreckten, zweigeschossigen Villa war der Darmstädter Kunstfreund und Verleger Alexander Koch. In den 1920er Jahren war Kochs Villa ein „beliebter Treffpunkt der Darmstädter Künstler“.
Typische Details des Hauses sind die weit auskragenden, umlaufenden Gesimsbänder, Balkone und Vordächer, die die Horizontalwirkung des Bauwerks verstärken, und die ausgleichend wirkenden, vertikal gestreckten Fenster. Kennzeichnend für den Stil der 1920er Jahre sind die abgerundeten Ecken des risalitartig vorgezogenen Treppenhauses mit einem Vordach. Zudem ist die mit Werkstein verkleidete Fassade des Gebäudes von eher eigenwilligen Dekorationen verziert. Die Balkonstützen, die Eingangstür und die Südfassade neben den Terrassentüren sind mit Reliefs geschmückt, die Einfriedung des Anwesens ist sehr schlicht gehalten. Die Eisenteile des Eingangstors und des Balkons wurden – im Stile der Zeit zurückhaltend – in kunsthandwerklich guter Qualität gestaltet.
Im Zweiten Weltkrieg wurde das Gebäude am 11. September 1944 durch einen Bombenangriff beschädigt. Die Hausfassade entstand wieder, wenn auch in formal reduzierter Weise, doch wurde „die innere Aufteilung stark verändert“. Nur „der Eingangsbereich und das Treppenhaus sind noch weitestgehend intakt.“
Die im Rahmen einer Sanierung nachträglich veränderte Dachzone mit ihren Gaubenaufbauten wirkt entstellend. Die Inneneinrichtung der Villa und Kochs Kunstsammlung existieren nicht mehr, da sie 1935 von Koch versteigert wurden.
Heute ist das Anwesen im Besitz der Familie Bösenberg und wurde durch umfangreiche Renovierungs- und Sanierungsarbeiten instand gesetzt.

## Denkmalschutz
Das Haus Alexander Koch ist ein typisches Beispiel für die Architektur der 1920er Jahre in Darmstadt. Aus architektonischen und stadtgeschichtlichen Gründen ist die Villa ein Kulturdenkmal.